# Géza Teleki
Géza Teleki (znan i kao Géza von Teleki) (Budimpešta, Mađarska, 27. studenog 1911. – Washington, SAD, 5. siječnja 1983.), je bivši mađarski hokejaš na travi. Bio je sin mađarskog premijera Pála Telekija.
Na hokejaškom turniru na Olimpijskim igrama 1936. u Berlinu je igrao za Mađarsku. Mađarska je ispala u 1. krugu, s jednom pobjedom i dva poraza je bila predzadnja, treća u skupini "A". Odigrao je tri susreta na mjestu napadača.
Te 1936. je igrao za klub Magyar Hockey Club.

## Vanjske poveznice
- Profil na Sports Reference.com  Arhivirana inačica izvorne stranice od 19. svibnja 2011. (Wayback Machine)